# La Nuit des généraux
Pour plus de détails, voir Fiche technique et Distribution.
La Nuit des généraux (The Night of the Generals) est un film franco-britannique d'Anatole Litvak, sorti en 1967.

## Synopsis
Varsovie, 12 décembre 1942 :
Maria Kupiecka, une prostituée qui travaillait secrètement pour le renseignement allemand, vient d'être sauvagement assassinée, alors que dans Varsovie se profilent les prémices de la destruction du ghetto de Varsovie. Selon un témoin, le meurtrier serait un général de la Wehrmacht (reconnu à la bande rouge distinctive sur le pantalon de sa tenue d'officier). L'enquête est confiée au major Grau. Ce dernier ne tarde pas à soupçonner trois hommes sans alibis : le général Kahlenberge, le général Seydlitz-Gabler et le général Tanz, un homme parfois sujet à des pulsions maniaques, mais également un héros, le général favori d'Adolf Hitler. Durant une soirée organisée par la femme du général Gabler, sa fille Ulrike est présentée à Tanz, en vue de favoriser leur mariage. Mais celle-ci tombe dans les bras de Hartmann, un caporal revenant du front russe affecté auprès de Kahlenberge et étudiant au conservatoire de musique dans le civil.
Le major Grau est promu lieutenant-colonel à Paris, et transféré sur le champ : ordre signé par Gabler sur demande de Kahlenberge.
Paris, 17 juillet 1944 : les trois généraux sont à nouveau dans la même ville. Grau n'a pas oublié Varsovie, et se rappelle à la mémoire de ces hommes. Kahlenberge est passé dans le camp des conspirateurs du 20 juillet, Gabler le soutient moralement. Ulrike doit arriver à Paris, mais Hartmann (qui ne l'a pas vue depuis 1942) a été chargé par Kahlenberge de conduire Tanz, devenu général dans la SS (et de ce fait devenu plus fidèle encore à Hitler et au régime), visiter Paris pour la journée, afin de l'occuper jusqu'au 20.
Grau rend visite à l'inspecteur Morand, de la police française, afin d'avoir plus de renseignements sur ses trois suspects. En échange, il fera sortir trois résistants de prison. Le cousin de Hartmann prend Ulrike en charge, et l'amène à l'hôtel où Hartmann et Tanz passeront la nuit. Durant ce temps, Kahlenberge assiste à un déjeuner chez le général Carl-Heinrich von Stülpnagel, en présence des autres conjurés. Von Stülpnagel leur annonce le ralliement à leur complot du maréchal Erwin Rommel, actuellement sur le front normand. Celui-ci est blessé en revenant du front, et tombe dans le coma.
Gabler, sous tension, tient à rester neutre et à ne pas s'impliquer dans le complot. Il préfère se tenir en retrait, contrairement à ce que lui demande Kahlenberge, mais accepte néanmoins d'occuper Tanz pour qu'il n'intervienne pas. Celui-ci visite le musée du Jeu de Paume où les œuvres d'art spoliées par Hermann Göring sont entreposées. Il est alors pris d'un malaise devant un autoportrait de Vincent van Gogh. Puis il va dîner chez Maxim's. De retour à l'hôtel, il demande à Hartmann de l'emmener dans un quartier pouvant stimuler autre chose que son intellect et son estomac. Dans un bar de Pigalle, il croise une prostituée, mais la laisse en plan, et retourne s'enivrer à son hôtel, où il est victime d'une autre crise de nerfs. Le lendemain, il demande à Hartmann (qui a été obligé de passer la nuit dans sa chambre) de l'emmener voir des tableaux, les mêmes qu'il a vus la veille.
Grau rencontre à nouveau Morand, qui le prévient que Kahlenberge prépare un meurtre : celui de Hitler. Grau lui révèle qu'il connaît ce complot, tout comme il connaît le pseudonyme de Morand dans la Résistance ; il ne s'intéresse qu'au meurtre qui a été commis, pour que justice soit faite. Morand lui apprend donc que Gabler est coureur, que Tanz est inhumain et Kahlenberge trop occupé par le complot pour s'occuper d'autre chose. Grau lui accorde la relaxe des trois Français ; Morand lui propose son aide une fois les Alliés arrivés à Paris.
Kahlenberge, lors de la dernière réunion des comploteurs, est chargé d'arrêter Tanz et de neutraliser sa division « Nibelungen », basée à Cormeilles. Tanz, quant à lui, est retourné voir la prostituée rencontrée précédemment, et ordonne à Hartmann de l'inviter à le rejoindre ; puis le caporal les conduit chez elle dans le quartier de Montmartre. Tanz et la femme montent dans son appartement ; le général ordonne quelques minutes plus tard au caporal de venir : il vient d'assassiner la femme. Sous la menace, Tanz oblige Hartmann à endosser la responsabilité du meurtre, en lui démontrant qu'il n'a laissé que des éléments prouvant sa culpabilité. Il lui propose de disparaître, avec la voiture et l'argent qu'il lui donne. Hartmann fuit.
Pendant ce temps, Ulrike est arrêtée au cours d'une descente dans un cabaret où Hartmann devait la rejoindre, et raccompagnée chez son père, qui ignore qu'elle est arrivée à Paris ; sa mère refuse de lui passer Hartmann lorsqu'il appelle au téléphone, sous prétexte qu’il ne décline pas son identité. Morand présente le lendemain le meurtre au major Grau ; celui-ci ne pense pas que les indices, trop évidents, désignent Hartmann comme meurtrier. Il se rend chez Kahlenberge pour avoir des réponses : ce dernier, trop occupé par l'attentat qui doit avoir lieu d'une minute à l'autre, l'écoute à peine, mais lui indique qu'Hartmann était affecté à Tanz comme ordonnance.
Puis Kahlenberge reçoit le coup de téléphone attendu ; devant Grau, il donne ses ordres pour neutraliser la division « Nibelungen ». Grau se rend au QG de la division le plus rapidement possible : il prévient Tanz que les communications sont coupées, et qu'il va être arrêté pour trahison. Lui vient l'arrêter pour meurtre. Au même moment, la confirmation de la survie du Führer passe à la radio. Tanz abat Grau, et le fait passer pour un traître. Il ordonne à sa division de se diriger vers Paris pour arrêter les traîtres ayant voulu tuer Hitler.
À la fin de la guerre, Tanz est condamné à vingt ans de prison pour crime de guerre.
1965 : Morand, membre d'Interpol, rencontre d'anciens protagonistes de l'histoire : le cousin de Hartmann, le policier polonais ayant découvert le premier meurtre à Varsovie, l'adjoint de Tanz et le général Kahlenberge. En mémoire du colonel Grau, il veut mettre un point final à l'histoire. Tanz a été relâché en mars, et un meurtre a été commis à nouveau, à Hambourg, ville dans laquelle Tanz vient de séjourner. Morand se rend chez les Gabler, afin de rencontrer Ulrike : celle-ci ne voit plus ses parents et vit dans une ferme avec son mari et son fils ; elle déclare ne pas avoir revu Hartmann depuis la fin de la guerre.
Lors de l'anniversaire des 25 ans de la division « Nibelungen », Tanz est l'invité d'honneur. Morand, grâce à l'ex-général Gabler, est au courant ; il interroge Tanz et lui présente Luckner, le mari d'Ulrike. Il s'agit en fait d'Hartmann (qui se cachait sous une fausse identité depuis le meurtre commis par Tanz à Paris), prêt à témoigner lors d'un procès public. Tanz se suicide dans la salle de réception où va être organisé le repas d'anniversaire de la division.

## Fiche technique
- Titre : La Nuit des généraux
- Titre original : The Night of the Generals
- Réalisation : Anatole Litvak, assisté de Andrzej Żuławski, Jean-Pierre Périer et Norman J. Warren (non crédité)
- Scénario : Paul Dehn et Joseph Kessel d'après les romans :
  - The Wary Transgressor de James Hadley Chase (édition française La Culbute, Série noire no 158, 1952)
  - Die Nacht der Generale de Hans Hellmut Kirst (1962)
- Décors : Alexandre Trauner
- Costumes : Rosine Delamare, Jean-Claude Philippe
- Photographie : Henri Decaë
- Son : Jacques Carrère, William Robert Sivel
- Montage : Alan Osbiston
- Musique : Maurice Jarre[2]
- Production : Anatole Litvak et Sam Spiegel
- Sociétés de production : Horizon Pictures (Royaume-Uni), Filmsonor (France)
- Sociétés de distribution : British Lion-Columbia Distributors (Royaume-Uni), Warner-Columbia Film (France), Paris Nord Distribution[3] (France), Cocinor[3] (France)
- Budget : 5,2 millions $[4]
- Pays de production :  France /  Royaume-Uni
- Langues originales : anglais, espagnol, français, italien
- Format : couleur par Technicolor — 35 mm — 2,35:1 Panavision — son monophonique (Westrex Recording System)
- Genre : film de guerre, drame
- Durée : 148 minutes
- Dates de sortie :
  - Royaume-Uni : 29 janvier 1967
  - France : 1er avril 1967
- Classification :
  - France : tous publics (visa d'exploitation no 32611 délivrée le 13 mars 1967)[5]
- Affiches : Raymond Elseviers (Belgique), Gilbert Allard, Georges Kerfyser (France)

## Distribution
- Peter O'Toole (VF : Jean Piat) : Général Tanz
- Philippe Noiret (VO et VF : lui-même) : Inspecteur Morand
- Omar Sharif (VF : Dominique Paturel) : Major Grau
- Tom Courtenay (VF : Georges Poujouly) : Caporal Hartman
- Donald Pleasence (VF : Claude Dasset) : Général Kahlenberge
- Joanna Pettet (VF : Anne Doat) : Ulrike von Seydlitz-Gabler
- Charles Gray (VF : Louis Arbessier) : Général von Seydlitz-Gabler
- Coral Browne (VF : Paule Emanuele) : Eleanore von Seydlitz-Gabler
- Harry Andrews (VF : René Arrieu) : Général von Stülpnagel
- John Gregson (VF : Jean-Claude Michel) : Colonel Sandauer
- Nigel Stock (VF : Paul Mercey) : Sergent Otto Kopkie
- Christopher Plummer (VF : Jacques Thébault) : Feld-maréchal Erwin Rommel
- Gordon Jackson (VF : William Sabatier) : Capitaine Engel
- Juliette Gréco (VF : elle-même) : Juliette
- Yves Brainville : Liesowski
- Sacha Pitoëff : le docteur
- Charles Millot : Wionczek
- Nicole Courcel : Raymonde
- Raymond Gérôme : un colonel
- Véronique Vendell : Monique
- Patrick Allen : Colonel Mannheim
- Gérard Buhr : Claus von Stauffenberg
- Michael Goodliffe (VF : Jean-François Laley) : Hauser
- Pierre Mondy : Kopatski (VO : Harry Fowler - VF : lui-même)
- Eléonore Hirt : Melanie
- Jacques Seiler : un maître d'hôtel

Et, parmi les acteurs non crédités :
- Pierre Tornade : Orderly (VF : lui-même)
- Georges Claisse : un soldat allemand
- Philippe Castelli : médecin légiste
- Mac Ronay : garde du corps au pistolet à la fin du film
- Martine Ferrière : femme polonaise
- Roger Lumont : majordome
- Jean Ozenne : général Dietrich
- Maurice Teynac : un général
- Howard Vernon : Schusslig
- Hans Verner : un officier allemand
- Nicolas Vogel : un officier allemand

## Production

### Genèse
Le personnage du général Tanz serait fondé sur la carrière et la vie du jeune colonel SS Joachim Peiper, le plus jeune officier à avoir obtenu ce grade et se distinguant par sa brutalité.

### Choix des interprètes
Ce film marque les retrouvailles entre Peter O'Toole et Omar Sharif quatre ans après Lawrence d'Arabie qui les révéla en même temps.
Donald Pleasence et Charles Gray jouent de nombreuses scènes ensemble. Ils ont tous les deux incarné le personnage de Ernst Stavro Blofeld, l'ennemi de James Bond, le premier dans On ne vit que deux fois en 1967, le second dans Les diamants sont éternels en 1971.
La chanteuse Marianne Faithfull a passé une audition pour le rôle de Ulrike von Seydlitz-Gabler.

### Tournage
- Période de prises de vue : hiver-printemps 1966.
- Intérieurs : studios de Boulogne (Boulogne-Billancourt).
- Extérieurs[9],[10] : 
  - Varsovie ;
  - Hambourg : aéroport Helmut-Schmidt de Hambourg (l'inspecteur Morand vient chercher le général Kahlenberge) ;
  - Paris : rue de Castiglione, rue de Rivoli, place Vendôme, musée du Jeu de Paume/jardin des Tuileries (1er arr.), Maxim's/rue Royale, place de la Concorde (8e arr.), gare de l'Est sortie rue d'Alsace (10e arr.), escaliers de la rue de la Fontaine-du-But/Montmartre (18e arr.) ;
  - Versailles : rue Colbert (terrasse de l'hôtel de Tanz) ;
  - Cormeilles-en-Parisis (Val-d'Oise) : fort de Cormeilles.
- Lorsque la prostituée emmène le général Tanz chez elle, elle indique habiter rue Léandre à Montmartre. C'est la rue de la Fontaine-du-But du même quartier qui a été utilisée pour tourner cette scène d'extérieur.
- L'alcoolisme de Peter O'Toole atteignit des sommets pendant le tournage de ce film (au point que la direction le jugea inapte à tourner certaines scènes), mais il s'en servit dans la composition de ce général au regard perdu et à la démarche vacillante[8].

### Bande originale
Chanson et musiques additionnelles :
- L'amour est plus jeune que la mort, interprétée par Juliette Gréco ;
- Alte Kameraden, marche militaire allemande composée par Carl Teike ;
- Tannhäuser de Richard Wagner (extrait de la marche) ;
- Sobre las olas, valse composée par Juventino Rosas ;
- Thème de La Romance de Paris de Charles Trenet.

## Accueil

### Critique
Lors de sa sortie en salles aux États-Unis, La Nuit des généraux rencontre un accueil critique assez varié.

### Box-office
Le film n'obtient pas un succès commercial, ne rapportant que 2,4 millions de dollars pour les locations revenant aux distributeurs. Malgré son budget de 5,2 millions de dollars, le film a du mal à récupérer un peu plus de la moitié de ce montant au cours des cinq années suivantes (3 millions de $).
Toutefois, il connaît un succès en France, avec 2 050 002 entrées.

## Distinction
- David di Donatello 1967 : prix du meilleur acteur étranger pour Peter O'Toole.

## Autour du film
- La division « Nibelungen », dernière division SS créée à laquelle le général Tanz appartient, ne le fut qu'en 1945 soit plusieurs mois après les évènements du film (et non en 1940 comme le film le dit), et n'a jamais été stationnée en France. Son insigne était un casque ailé et non une tête de mort au-dessus de deux grenades à manche.